# NGC 4226
NGC 4226 (również PGC 39312 lub UGC 7297) – galaktyka spiralna z poprzeczką (SBa), znajdująca się w gwiazdozbiorze Psów Gończych. Odkrył ją John Herschel 19 marca 1828 roku.
W galaktyce tej zaobserwowano supernową SN 2008bn.